# Edward Lawrence Levy
Edward Lawrence Levy (Londra, 21 dicembre 1851 – 19 maggio 1932) è stato un sollevatore, insegnante e scrittore britannico.
È stato il primo campione del mondo della storia nella disciplina del sollevamento pesi.

## Biografia
Levy era un agente nel settore del commercio di birre ed un insegnante in una scuola ebraica di Birmingham e si dedicava anche al sollevamento pesi.
Era anche impegnato in attività culturali, teatrali, politiche e religiose, in particolare all'interno della comunità ebraica di cui faceva parte.
Quando fu organizzato il 1º Campionato mondiale di sollevamento pesi a Londra nel 1891, Levy decise di prendervi parte assieme ad altri atleti provenienti da altri Paesi europei in un'unica categoria “Open”, quindi senza nessun limite di peso. Era, questa, una gara basata sulla resistenza degli atleti nel sollevare gli stessi pesi ripetutamente e Levy riuscì a battere la concorrenza aggiudicandosi la vittoria.
Nel 1896, alla prima Olimpiade dell'era moderna disputatasi ad Atene, Levy decise di non partecipare in quanto non accettò alcuni cambiamenti di regole da parte dell'organizzazione, tuttavia vi prese parte come membro della giuria nelle gare di sollevamento pesi, scrivendo anche degli articoli per un giornale britannico.
Pubblicò anche diversi libri a tema sportivo e di altri argomenti.
Morì nel 1932 a 80 anni dopo una lunga malattia.